# Мађарска на Зимским олимпијским играма 2006.
Мађарска је учествовала на Зимским олимпијским играма које су одржане 2006. године у Торину, Италија. Ово је било двадесето учешће мађарских спортиста на зимским олимпијадама. Мађарски спортисти ни на овој олимпијади нису освојили ниједну олимпијску медаљу, али су овога пута освојили пет олимпијских бодова.
На свечаном отварању игара заставу Мађарске је носила Рожа Дараж. На ову смотру Мађарска је послала укупно 19 такмичара (једанаест мушких такмичара и осам женских такмичарки) који су се такмичили у шест спортова и двадесет две спортске дисциплине.

## Резултати по спортовима
У табели је приказан успех мађарских спортиста на олимпијади. У загради иза назива спорта је број учесника
Са појачаним бројевима је означен најбољи резултат.
Принцип рачунања олимпијских поена: 1. место – 7 поена, 2. место – 5 поена, 3. место – 4 поена, 4. место – 3 поена, 5. место – 2 поена, 6. место – 1 поен.

| Спортска дисциплина              | Освојено место | Освојено место | Освојено место | Освојено место | Освојено место | Освојено место | Олимпијски поени | Такмичари | Такмичари | Такмичари |
| Спортска дисциплина              |                |                |                | 4.             | 5.             | 6.             | Олимпијски поени | Мушки     | Женске    | Укупно    |
| Алпско скијање (4)               | 0              | 0              | 0              | 0              | 0              | 0              | 0                | 1         | 1         | 2         |
| Биатлон (4)                      | 0              | 0              | 0              | 0              | 0              | 0              | 0                | 1         | 1         | 2         |
| Боб (2)                          | 0              | 0              | 0              | 0              | 0              | 0              | 0                | 4         | 0         | 4         |
| Уметничко клизање (3)            | 0              | 0              | 0              | 0              | 0              | 0              | 0                | 2         | 3         | 5         |
| Брзо клизање на кратке стазе (6) | 0              | 0              | 0              | 1              | 1              | 0              | 5                | 2         | 2         | 4         |
| Скијашко трчање (3)              | 0              | 0              | 0              | 0              | 0              | 0              | 0                | 1         | 1         | 2         |
|                                  |                |                |                |                |                |                |                  |           |           |           |
| Укупно                           | 0              | 0              | 0              | 1              | 1              | 0              | 5                | 11        | 8         | 19        |

## Скијање

### Алпско скијање
| Скијаш       | Дисциплина        | Финално | Финално | Финално | Финално | Финално |
| Скијаш       | Дисциплина        | 1 трка  | 2 трка  | 3 трка  | Укупно  | Поз.    |
| ------------ | ----------------- | ------- | ------- | ------- | ------- | ------- |
| Атила Мароши | Велеслалом, мушки | 1:32.30 | 1:32.82 | н/д     | 3:05.12 | 38      |
| Атила Мароши | Слалом, мушки     | 1:07.67 | 1:02.61 | н/д     | 2:10.28 | 42      |
| Река Туш     | Велеслалом, жене  | 1:16.12 | 1:23.70 | н/д     | 2:39.82 | 41      |
| Река Туш     | Слалом, жене      | 53.76   | 57.83   | н/д     | 1:51.59 | 49      |

## Биатлон
Биатлон
| Жофиа Готчал  | Биатлон 7,5 km спринт, жене       | 31:09.1   | 6 | 82 |
| Жофиа Готчал  | Биатлон 15 km индивидуално, жене  | 1:08:17.3 | 8 | 80 |
| Имре Тагшерер | Биатлон 10 km спринт, мушки       | 30:38.1   | 3 | 76 |
| Имре Тагшерер | Биатлон 20 km индивидуално, мушки | 1:05:11.1 | 7 | 78 |

## Боб
Боб
| Такмичар                                                     | Дисциплина        | Финално | Финално | Финално | Финално               | Финално               |      |
| Такмичар                                                     | Дисциплина        | 1 вожња | 2 вожња | 3 вожња | 4 вожња               | Укупно                | Поз. |
| ------------------------------------------------------------ | ----------------- | ------- | ------- | ------- | --------------------- | --------------------- | ---- |
| Мартон Ђулаи Берталан Пинтер                                 | Двосед, мушки     | 57.25   | 57.36   | 58.40   | Нису се квалификовали | Нису се квалификовали | 29   |
| Мартон Ђулаи Жолт Иштван Куртоши Тамаш Маргл Берталан Пинтер | Четворосед, мушки | 56.99   | 56.73   | 56.45   | Нису се квалификовали | Нису се квалификовали | 24   |

### Скијашко трчање
Дистанца
| Такмичар        | Дисциплина            | Финално | Финално |
| Такмичар        | Дисциплина            | Укупно  | Поз.    |
| --------------- | --------------------- | ------- | ------- |
| Лејла Ђенешеи   | 10 km класично, жене  | 36:43.0 | 69      |
| Золтан Тагшерер | 15 km класично, мушки | 45:20.3 | 77      |

Спринт
| Такмичар        | Дисциплина    | Квалификације | Квалификације | Четвртфинале    | Четвртфинале    | Полуфинале      | Полуфинале      | Финале          | Финале |
| Такмичар        | Дисциплина    | Укупно        | Поз.          | Укупно          | Поз.            | Укупно          | Поз.            | Укупно          | Поз.   |
| --------------- | ------------- | ------------- | ------------- | --------------- | --------------- | --------------- | --------------- | --------------- | ------ |
| Золтан Тагшерер | Спринт, мушки | 2:22.69       | 44            | није се квалиф. | није се квалиф. | није се квалиф. | није се квалиф. | није се квалиф. | 44     |

## Уметничко клизање
| Такмичар               | Дисциплина         | ОД     | ОД   | КП/ОП  | КП/ОП | СК/СД  | СК/СД | Укупно | Укупно |
| Такмичар               | Дисциплина         | Бодова | Поз. | Бодова | Поз.  | Бодова | Поз.  | Бодова | Поз.   |
| ---------------------- | ------------------ | ------ | ---- | ------ | ----- | ------ | ----- | ------ | ------ |
| Јулија Шебешћен        | Појединачно, жене  | н/д    | н/д  | 49.58  | 16 Q  | 79.68  | 20    | 129.26 | 18     |
| Викторија Павук        | Појединачно, жене  | н/д    | н/д  | 46.40  | 19 Q  | 73.45  | 23    | 119.85 | 23     |
| Тот Золтан             | Појединачно, мушки | н/д    | н/д  | 55.07  | 24 Q  | 90.40  | 24    | 145.47 | 24     |
| Атила Елек Нора Хофман | Плесни парови      | 27.53  | 19   | 44.04  | 18    | 79.90  | 16    | 149.47 | 17     |

Скраћенице: ОД = Обавезни део, СД = Слободни део, СК = Слободно клизање, ОП = Оригинални плес, КП = Кратки програм

## Брзо клизање на кратке стазе
| Такмичар    | Дисциплина     | Група    | Група | Четвртфинале    | Четвртфинале    | Полуфинале      | Полуфинале      | финале            | финале |
| Такмичар    | Дисциплина     | Време    | Поз.  | Време           | Поз.            | Време           | Поз.            | Време             | Поз.   |
| ----------- | -------------- | -------- | ----- | --------------- | --------------- | --------------- | --------------- | ----------------- | ------ |
| Петер Дараж | 500 m, мушки   | 42.929   | 2 Q   | 1:01.289        | 3               | није се квалиф. | није се квалиф. | није се квалиф.   | 10     |
| Петер Дараж | 1.000 m, мушки | 1:27.929 | 3 Q   | 1:28.738        | 4               | није се квалиф. | није се квалиф. | није се квалиф.   | 12     |
| Петер Дараж | 1.500 m, мушки | 2:30.281 | 3 Q   | н/д             | н/д             | 2:18.348        | 4               | Б финале 2:24.969 | 11     |
| Рожа Дараж  | 500 m, жене    | 1:10.558 | 3     | није се квалиф. | није се квалиф. | није се квалиф. | није се квалиф. | није се квалиф.   | 22     |
| Рожа Дараж  | 1.000 m, жене  | 1:34.059 | 4     | није се квалиф. | није се квалиф. | није се квалиф. | није се квалиф. | није се квалиф.   | 21     |
| Рожа Дараж  | 1.500 m, жене  | 2:42.256 | 4     | није се квалиф. | није се квалиф. | није се квалиф. | није се квалиф. | није се квалиф.   | 20     |
| Ерика Хусар | 500 m, жене    | 46.113   | 2 Q   | 45.382          | 4               | није се квалиф. | није се квалиф. | није се квалиф.   | 13     |
| Ерика Хусар | 1.000 m, жене  | 1:36.515 | 2 Q   | 1:34.080        | 3               | није се квалиф. | није се квалиф. | није се квалиф.   | 11     |
| Ерика Хусар | 1.500 m, жене  | 2:35.920 | 2 Q   | н/д             | н/д             | 2:32.504        | 2 Q             | 2:25.405          | 4      |
| Виктор Кнох | 1.500 m, мушки | 2:23.876 | 3 Q   | н/д             | н/д             | 2:19.600        | 2               | 2:26.806          | 5      |